# Anatolij Anatolijovics Herej
Anatolij Anatolijovics Herej (ukránul: Анатолій Анатолійович Герей) (Ungvár, 1989. március 31. –) világbajnok ukrán párbajtőrvívó.